# Inhapi
Inhapi là một đô thị ở bang Alagoas, Brasil.
Dân số năm 2004 ước tính là 19.295 người.